# Popoviana
Popoviana is een geslacht van wantsen uit de familie van de Miridae (Blindwantsen). Het geslacht werd voor het eerst wetenschappelijk beschreven door Herczek in Herczek & Popov in 1997.

## Soorten
Het genus is monotypisch en bevat alleen de volgende soort:

- Popoviana fijiensis (Herczek, 1993)